# Stal Mielec (piłka nożna) w europejskich pucharach
Występy w europejskich pucharach polskiego klubu piłkarskiego Stal Mielec.
Legenda do wszystkich tabel:
- Q – runda eliminacyjna, 1/16, 1/8, 1/4, 1/2 – odpowiednia faza rozgrywek, Grupa – runda grupowa, 1r gr – pierwsza runda grupowa, 2r gr – druga runda grupowa, F – finał, R – runda, PO – play-off
- k. – rzuty karne, los. – losowanie, Dogr. – dogrywka, w. – zasada bramek strzelonych na wyjeździe

## Wykaz spotkań pucharowych
| Sezon   | Rozgrywki     | Runda | Klub               | Dom | Wyjazd | Ogólnie     |
| ------- | ------------- | ----- | ------------------ | --- | ------ | ----------- |
| 1973/74 | Puchar Europy | 1R    | FK Crvena zvezda   | 0–1 | 1–2    | 1–3         |
| 1975/76 | Puchar UEFA   | 1R    | Holbæk B&I         | 2–1 | 1–0    | 3–1         |
| 1975/76 | Puchar UEFA   | 2R    | FC Carl Zeiss Jena | 1–0 | 0–1    | 1–1, k: 3–2 |
| 1975/76 | Puchar UEFA   | 1/8   | Inter Bratysława   | 2–0 | 0–1    | 2–1         |
| 1975/76 | Puchar UEFA   | 1/4   | Hamburger SV       | 0–1 | 1–1    | 1–2         |
| 1976/77 | Puchar Europy | 1R    | Real Madryt        | 1–2 | 0–1    | 1–3         |
| 1979/80 | Puchar UEFA   | 1R    | Aarhus GF          | 0–1 | 1–1    | 1–2         |
| 1982/83 | Puchar UEFA   | 1R    | KSC Lokeren        | 1–1 | 0–0    | 1–1, w.     |

## Stal w Pucharze Europy i Pucharze UEFA
Stal Mielec pięciokrotnie uczestniczyła w europejskich rozgrywkach pucharowych, ale tylko raz udało się awansować powyżej I rundy. Było to w Pucharze UEFA w sezonie 1975/1976, kiedy to mielczanie osiągnęli aż ćwierćfinał i mimo równej walki zostali wyeliminowani przez Hamburger SV. Ponadto stalowcy uczestniczyli jeszcze dwukrotnie w Pucharze Europy (jako mistrzowie '73 i '76) oraz w dwóch edycjach Pucharu UEFA, jednak z powodu braku szczęścia, mimo wyrównanych meczów odpadali na samym początku. Tym bardziej niepowodzenia mogą dziwić, że w Pucharze UEFA trafiali na teoretycznie słabsze zespoły. Najdonośniejszym meczem pucharowym w Mielcu, wspominanym do dziś, była potyczka ze słynnym Realem Madryt, kiedy to na trybunach zasiadła rekordowa liczba 40 000 kibiców.
Stal Mielec była drugą polską drużyną (pierwszą był Ruch Chorzów w sezonie 1973/74), która dotarła do ćwierćfinału Pucharu UEFA i jak dotąd żadnemu innemu polskiemu klubowi nie udało się zajść tak wysoko w tych rozgrywkach.
W pięciu edycjach rozgrywek Stal rozegrała łącznie 16 meczów, z czego 4 mecze wygrała, 4 zremisowała i 8 przegrała; zdobyła 11 bramek (w tym jedną samobójczą), straciła 14. Najskuteczniejszymi zdobywcami goli byli Witold Karaś i Ryszard Sekulski, którzy zdobyli po 3 bramki.

### Puchar Europy 1973/74

#### I runda
| 19 września 1973 | FK Crvena zvezda Belgrad · Petrović 2' · Karasi 67' | 2:1(1:0) | Stal Mielec · Lato 46' | Stadion Crvena zvezda, Belgrad Sędzia: Hilmi Ok |
|                  |                                                     |          |                        |                                                 |

Składy
Crvena ZvezdaOgnjen Petrović - Nikola Jovanović, Vladislav Bogićević, Miroslav Pavlović (46' Mihalj Keri), Kiril Dojćinovski, Petar Baralić, Slobodan Janković, Stanislav Karasi, Vojin Lazarević, Jovan Aćimović, Vladimir Petrović (67' Aleksandar Panajotović).
Trener: Miljan Miljanić
StalZygmunt Kukla - Krzysztof Rześny, Marian Kosiński, Artur Janus, Ryszard Per - Włodzimierz Gąsior, Grzegorz Lato, Henryk Kasperczak, Adam Popowicz, Jan Domarski, Witold Karaś (77' Ryszard Sekulski).
Trener: Aleksander Brożyniak
| 3 października 1973 | Stal Mielec | 0:1(0:1) | FK Crvena zvezda Belgrad · Lazarević 26' | Kraków Widzów: 40 000 Sędzia: Paweł Kazakow |
|                     |             |          |                                          |                                             |

Składy
StalZygmunt Kukla - Krzysztof Rześny, Marian Kosiński, Jerzy Wiącek, Ryszard Per - Witold Karaś, Henryk Kasperczak, Adam Popowicz - Grzegorz Lato, Jan Domarski, Ryszard Sekulski (62' Włodzimierz Gąsior).
Trener: Aleksander Brożyniak
Crvena ZvezdaOgnjen Petrović - Nikola Jovanović, Vladislav Bogićević, Miroslav Pavlović, Kiril Dojćinovski, Petar Baralić, Slobodan Janković, Stanislav Karasi, Vojin Lazarević, Jovan Aćimović, Vladimir Petrović (75' Mihalj Keri).
Trener: Miljan Miljanić
Wynik dwumeczu: 1:3. Awans:  FK Crvena zvezda Belgrad.

### Puchar UEFA 1975/76

#### I runda
| 17 września 1975 | Holbæk B&I | 0:1(0:0) | Stal Mielec · Sekulski 76' | Holbæk Stadion, Holbæk Widzów: 5000 Sędzia: Svein-Inge Thime |
|                  |            |          |                            |                                                              |

Składy
Holbæk B&IBenno Larsen, Nielsen, Allan Hansen, Tune, Krath, Jørgen Jørgensen, Svenningsen, Johansen, Tofle (72' Madsen), Torben Hansen, Pedersen.
StalZygmunt Kukla - Krzysztof Rześny, Marian Kosiński, Edward Bielewicz, Ryszard Per, Włodzimierz Gąsior, Henryk Kasperczak, Edward Oratowski (76' Zbigniew Hnatio), Grzegorz Lato, Jan Domarski, Ryszard Sekulski.
Trener: Edmund Zientara
| 1 października 1975 | Stal Mielec · Karaś 18' · Krawczyk 54' | 2:1(1:0) | Holbæk B&I · T. Hansen 47' | Stadion Stali, Mielec Widzów: 20 000 Sędzia: Spiegl |
|                     |                                        |          |                            |                                                     |

Składy
StalZygmunt Kukla - Krzysztof Rześny, Marian Kosiński, Edward Bielewicz, Ryszard Per, Zbigniew Hnatio, Henryk Kasperczak, Edward Oratowski, Grzegorz Lato, Jerzy Krawczyk, Witold Karaś (39' Kazimierz Polak).
Trener: Edmund Zientara
Holbæk B&IBenno Larsen, Nielsen (56' Rennebek), Allan Hansen, Niels Tune Hansen, Krath (61' Christiansen), Madsen, Johansen, Jørgen Jørgensen, Svennigsen, Pedersen, Torben Hansen.
Wynik dwumeczu: 3:1. Awans:  Stal Mielec.

#### II runda
| 22 października 1975 | FC Carl Zeiss Jena · Kurbjuweit 80' | 1:0(0:0) | Stal Mielec | Ernst-Abbe-Sportfeld, Jena Widzów: 22 000 Sędzia: Zdenek Jelinek |
|                      |                                     |          |             |                                                                  |

Składy
Carl ZeissHans-Ulrich Grapenthin - Harald Irmscher, Helmut Stein, Konrad Weise - Lothar Kurbjuweit, Ulrich Göhr (41. Andreas Wachter), Dietmar Sengewald, Rainer Schlutter - Peter Ducke, Klaus Schröder, Eberhard Vogel.
Trener: Hans Meyer
StalZygmunt Kukla - Krzysztof Rześny, Marian Kosiński, Edward Bielewicz, Ryszard Per, Włodzimierz Gąsior (69' Jerzy Krawczyk), Henryk Kasperczak, Zbigniew Hnatio, Edward Oratowski, Grzegorz Lato, Ryszard Sekulski.
Trener: Edmund Zientara
| 5 listopada 1975 | Stal Mielec · Karaś 80' | 1:0 k. 3:2(0:0) | FC Carl Zeiss Jena | Stadion Stali, Mielec Widzów: 15 000 Sędzia: Lajos Somlai |
|                  |                         |                 |                    |                                                           |

Składy
StalZygmunt Kukla - Krzysztof Rześny, Marian Kosiński, Edward Oratowski, Ryszard Per, Witold Karaś (86' Włodzimierz Gąsior), Henryk Kasperczak, Grzegorz Lato, Jerzy Krawczyk, Jan Domarski (46' Zbigniew Hnatio), Ryszard Sekulski.
Trener: Edmund Zientara
Carl ZeissHans-Ulrich Grapenthin - Harald Irmscher, Gert Brauer, Konrad Weise - Lothar Kurbjuweit, Martin Goebel, Andreas Wachter, Rainer Schlutter - Peter Ducke (97. Klaus Schröder), Dietmar Sengewald, Eberhard Vogel.
Trener: Hans Meyer
Wynik dwumeczu: 1:1, po rzutach karnych 3:2. Awans:  Stal Mielec.

#### III runda
| 26 listopada 1975 | Inter Bratysława · Sajánek 90' | 1:0(0:0) | Stal Mielec | Štadión Pasienky, Bratysława Widzów: 10 000 Sędzia: Rudi Glöckner |
|                   |                                |          |             |                                                                   |

Składy
InterMiroslav Kovařík - Milan Paliatka, Ladislav Jurkemik, Jaroslav Simončič, Jozef Barmos - Peter Luprich, Jozef Bajza, Marián Novotný - Jozef Levický, Jozef Sajánek, Peter Mráz.
Trener: Valerián Svec
StalZygmunt Kukla - Krzysztof Rześny, Marian Kosiński, Edward Oratowski, Ryszard Per, Włodzimierz Gąsior, Henryk Kasperczak, Zbigniew Hnatio, Grzegorz Lato, Jan Domarski (85' Jerzy Krawczyk), Witold Karaś (85' Ryszard Sekulski).
Trener: Edmund Zientara
| 10 grudnia 1975 | Stal Mielec · Sekulski 75' · Sajánek 85' (samobójczy) | 2:0(0:0) | Inter Bratysława | Stadion Stali, Mielec Widzów: 25 000 Sędzia: N. Dołgine |
|                 |                                                       |          |                  |                                                         |

Składy
StalZygmunt Kukla - Krzysztof Rześny, Marian Kosiński, Edward Oratowski, Ryszard Per, Zbigniew Hnatio, Henryk Kasperczak, Witold Karaś, Grzegorz Lato, Jan Domarski, Ryszard Sekulski.
Trener: Edmund Zientara
InterMiroslav Kovařík - Milan Paliatka, Ladislav Jurkemik, Jaroslav Simončič, Jozef Barmos - Peter Luprich, Jozef Sajánek, Jozef Bajza - Jozef Levický, Ladislav Hudec (46. Ludovít Zlocha), Peter Mráz.
Trener: Valerián Svec
Wynik dwumeczu: 2:1. Awans:  Stal Mielec.

#### Ćwierćfinał
| 3 marca 1976 | Hamburger SV · Bertl 11' | 1:1(1:0) | Stal Mielec · Oratowski 46' | Volksparkstadion, Hamburg Widzów: 40 000 Sędzia: A. Iwanow |
|              |                          |          |                             |                                                            |

Składy
HSVRudi Kargus - Ole Bjørnmose, Peter Nogly, Horst Blankenburg, Peter Hidien, Caspar Memering, Horst Bertl, Johann Ettmayer, Hans-Jürgen Sperlich, Willi Reimann, Georg Volkert.
Trener: Kuno Klötzer
StalZygmunt Kukla - Krzysztof Rześny, Marian Kosiński, Edward Bielewicz, Ryszard Per, Edward Oratowski, Henryk Kasperczak, Zbigniew Hnatio, Witold Karaś, Grzegorz Lato, Jerzy Krawczyk.
Trener: Edmund Zientara
| 17 marca 1976 | Stal Mielec | 0:1(0:1) | Hamburger SV · Nogly 17' | Stadion Stali, Mielec Widzów: 40 000 Sędzia: Walter Hungerbühler |
|               |             |          |                          |                                                                  |

Składy
StalZygmunt Kukla - Krzysztof Rześny, Marian Kosiński, Edward Bielewicz, Ryszard Per, Edward Oratowski, Henryk Kasperczak, Zbigniew Hnatio, Grzegorz Lato, Jan Domarski (67' Ryszard Sekulski), Jerzy Krawczyk.
Trener: Edmund Zientara
HSVRudolf Kargus - Manfred Kaltz, Horst Blankenburg, Peter Nogly, Peter Hidien, Ole Björnmose, Klaus Zaczyk, Hans Ettmayer, Caspar Memering, Willi Reimann, Georg Volkert.
Trener: Kuno Klötzer
Wynik dwumeczu: 1:2. Awans:  Hamburger SV.

### Puchar Europy 1976/77

#### I runda
| 15 września 1976 | Stal Mielec · Sekulski 74' | 1:2(0:1) | Real Madryt · Santillana 7' · Del Bosque 52' | Stadion Stali, Mielec Widzów: 40 000 Sędzia: Ulf Erikson |
|                  |                            |          |                                              |                                                          |

Składy
StalZygmunt Kukla - Krzysztof Rześny, Marian Kosiński, Edward Bielewicz, Witold Karaś, Włodzimierz Gąsior (46 Edward Oratowski), Grzegorz Lato, Henryk Kasperczak, Zbigniew Hnatio, Jerzy Krawczyk, Ryszard Sekulski.
Trener: Edmund Zientara
RealMiguel Angel Gonzalez Suarez - Gregorio Benito Rubio, Juan Cruz Sol Oria, José Antonio Camacho Alfaro, José Martinez Sanchez Pirri, Vicente Del Bosque Gonzalez, Henning Jensen, Paul Breitner, Carlos Alonso Gonzalez Santillana (86 Francisco Javier Alvarez Uria), Manuel Velazquez Villaverde, Carlos Alfredo Guerini Lacasia.
Trener: Miljan Miljanić
| 29 września 1976 | Real Madryt · Pirri 64' | 1:0(0:0) | Stal Mielec | Walencja Widzów: 40 000 Sędzia: Michel Kitabdjian |
|                  |                         |          |             |                                                   |

Składy
RealMiguel Angel Gonzalez Suarez - Francisco Javier Alvarez Uria, Gregorio Benito Rubio, Juan Cruz Sol Oria, José Antonio Camacho Alfaro, Vicente Del Bosque Gonzalez, Henning Jensen, José Martinez Sanchez Pirri, Manuel Velazquez Villaverde, Carlos Alonso Gonzalez Santillana, Carlos Alfredo Guerini Lacasia.
Trener: Miljan Miljanić
StalZygmunt Kukla - Krzysztof Rześny, Marian Kosiński, Edward Bielewicz, Witold Karaś, Włodzimierz Gąsior (46 Edward Oratowski), Grzegorz Lato, Henryk Kasperczak, Zbigniew Hnatio, Jerzy Krawczyk, Ryszard Sekulski.
Trener: Edmund Zientara
Wynik dwumeczu: 1:3. Awans:  Real Madryt.

### Puchar UEFA 1979/80

#### I runda
| 19 września 1979 | Århus GF · Olsen 55' | 1:1(0:0) | Stal Mielec · Karaś 64' | Atletion, Århus Widzów: 4300 Sędzia: Malcolm Moffatt |
|                  |                      |          |                         |                                                      |

Składy
AGFbrak danych
StalZygmunt Kukla - Bogusław Skiba, Janusz Duchnowski (46 Marian Kosiński), Edward Załężny, Antoni Mrowiec, Zbigniew Hnatio (70 Krzysztof Frankowski), Włodzimierz Ciołek, Edward Oratowski, Kazimierz Buda, Grzegorz Lato, Witold Karaś
Trener: Zenon Książek
| 3 października 1979 | Stal Mielec | 0:1(0:0) | Århus GF · Jensen 80' | Stadion Stali, Mielec Widzów: 20 000 Sędzia: Oğuz Özden |
|                     |             |          |                       |                                                         |

Składy
StalZugmunt Kukla - Bogusław Skiba, Marian Kosiński, Edward Załężny, Antoni Mrowiec, Edward Oratowski (63 Zbigniew Hnatio), Włodzimierz Ciołek, Kazimierz Buda, Grzegorz Lato, Andrzej Szarmach, Mirosław Wnuk (82 Edward Tyburski).
Trener: Zenon Książek
AGFOle Wendelboe, Harmsen, Hyldgard, Trads, Frank Olsen, John Stampe, Ziegler, Sander, Nielsen, T. Mikkelsen (71 H. Mikkelsen), Kristensen (77 Jensen).
Wynik dwumeczu: 1:2. Awans:  Århus GF.

### Puchar UEFA 1982/83

#### I runda
| 15 września 1982 | Stal Mielec · Buda 86' | 1:1(0:0) | KSC Lokeren · van der Gijp 69' | Stadion Stali, Mielec Widzów: 40 000 Sędzia: David Richardson |
|                  |                        |          |                                |                                                               |

Składy
StalJanusz Stawarz - Bogusław Skiba, Edward Oratowski, Witold Łukasik, Dariusz Kubicki, Zbigniew Hnatio, Stefan Kawalec, Włodzimierz Ciołek, Edward Tyburski, Henryk Janikowski, Kazimierz Buda.
Trener: Józef Walczak
LokerenBouke Hoogenboom - Hendrik Van Cauter, Dirk de Wachter, James Tolmie, Maurits de Schrijver, Arnór Guðjohnson, Rene Verheyen, Ronald Sommers, René Van der Gijp, Raymond Mommens, Preben Larsen.
Trener: Robert Waseige
| 29 września 1982 | KSC Lokeren | 0:0 | Stal Mielec | Daknamstadion, Lokeren Widzów: 10 000 Sędzia: Howe |
|                  |             |     |             |                                                    |

Składy
LokerenBouke Hoogenboom - Ronald Somers, Maurits de Schrijver, Raymond Mommens, Arnór Guðjohnson, James Tolmie, Rene Verheyen, Hendrik Van Cauter, Ronny Laroy, René Van der Gijp, Preben Larsen.
Trener: Robert Waseige
StalJanusz Stawarz - Bogusław Skiba, Edward Oratowski, Witold Łukasik, Dariusz Kubicki, Zbigniew Hnatio, Stefan Kawalec, Włodzimierz Ciołek, Kazimierz Buda, Henryk Janikowski, Janusz Dobrowolski.
Trener: Józef Walczak
Wynik dwumeczu: 1:1. Z powodu remisu o awansie zadecydowała ilość bramek zdobytych na wyjeździe. Awans:  KSC Lokeren.

## Stal w Pucharze Intertoto
Stal Mielec trzykrotnie wystąpiła w Pucharze Intertoto (zwanym też Pucharem Lata), w latach kiedy nie były prowadzone w jego ramach rozgrywki pucharowe, a jedynie grupowe. W 1971 mielecka drużyna bezapelacyjnie wygrała swoją grupę zwyciężając we wszystkich 6 meczach i tracąc przy tym tylko 3 bramki. W 1972 mimo dobrej postawy, po 3 zwycięstwach, 1 remisie i 2 porażkach zajęła trzecie miejsce. Przed rozegraniem ostatniego, zaległego spotkania z Hannoverem mielecka drużyna miała duże szanse na wygranie grupy, zwłaszcza biorąc pod uwagę wygrane pierwsze spotkanie z Hannoverem, jednak zaległe spotkanie zostało wysoko przegrane i oprócz Hannoveru 96, dzięki korzystniejszej różnicy bramek mielecką drużynę wyprzedziła także drużyna z Zürichu. Po raz trzeci i ostatni w Pucharze mielecka drużyna wystąpiła w 1989, ale mimo dobrej postawy zajęła trzecie miejsce w grupie mając jedynie gorszy bilans bramkowy niż wyprzedzający ją Næstved i Stuttgarter.
| Lp. | Drużyna           | M | Pkt | Bramki |
| --- | ----------------- | - | --- | ------ |
| 1.  | Stal Mielec       | 6 | 12  | 15:3   |
| 2.  | TJ Tatran Prešov  | 6 | 7   | 12:8   |
| 3.  | Elfsborg IF Borås | 6 | 4   | 10:11  |
| 4.  | Vejle BK          | 6 | 1   | 5:20   |

| Lp. | Drużyna               | M | Pkt | Bramki |
| --- | --------------------- | - | --- | ------ |
| 1.  | Hannover 96           | 6 | 9   | 15:9   |
| 2.  | Grasshopers SC Zürich | 6 | 7   | 12:8   |
| 3.  | Stal Mielec           | 6 | 7   | 13:12  |
| 4.  | Hvidovre IF           | 6 | 1   | 5:16   |

| Lp. | Drużyna             | M | Pkt | Bramki |
| --- | ------------------- | - | --- | ------ |
| 1.  | Næstved IF          | 6 | 7   | 13:9   |
| 2.  | Stuttgarter Kickers | 6 | 7   | 5:4    |
| 3.  | Stal Mielec         | 6 | 7   | 9:10   |
| 4.  | Djurgårdens IF      | 6 | 3   | 4:8    |